# Banque Raiffeisen
Die Banque Raiffeisen ist eine genossenschaftliche Bankengruppe in Luxemburg.

## Geschichte
Die ersten Genossenschaftsbanken wurde im 19. Jahrhundert nach dem Konzept von Friedrich Wilhelm Raiffeisen und Hermann Schulze-Delitzsch gegründet, welche die ersten ländlichen Genossenschaftskassen in Deutschland schufen. In Luxemburg wurde 1925 dann die ersten Kreditgenossenschaften von Raiffeisen gegründet. Ein Jahr später (1926) schlossen sich die bestehenden Kassen unter dem Namen „Centrale des Caisses Raiffeisen luxembourgeoises“ zusammen, welche seit 2001 ihren aktuellen Namen Raiffeisenbanken erhielt.
Das Raiffeisenmodell zählte im Jahre 1970 bereits über 138 Kassen im ganzen Land. Zahlreiche Raiffeisenkassen schlossen sich zusammen, so dass die Raiffeisengruppe heute 13 Kassen, mehrere Verkaufsstellen und 11 Zweigstellen zählen kann, welche alle direkt von Raiffeisenbank abhängig sind.